# Roberto Mancini
Roberto Mancini, italijanski nogometni trener, * 27. november 1964, Iesi, Italija.
Mancini je nekdanji italijanski nogometaš in trener.
Kot nogometaš je Mancini nastopal za Bologno (1981-1982), Sampdorijo (1982-1997), Lazio (1997-2000) in Leicester City. Največje igralske uspehe je dosegel pri Sampdoriji, s katero je osvojil scudetto (1991), štirikrat je postal zmagovalec italijanskega pokala (1985, 1988, 1989 in 1994), leta 1990 pa je osvojil tudi Pokal pokalnih zmagovalcev. V Sampdoriji je nekaj časa igral skupaj s Srečkom Katancem. Mancini je zbral 36 nastopov za italijansko nogometno reprezentanco, za katero je dosegel štiri zadetke.
Leta 2001 je pričel s trenersko kariero. Najprej je vodil Fiorentino (do leta 2002), nato je prevzel Lazio (2002-2004), od leta 2004 do leta 2008 pa je bil trener Interja. V svoji karieri je postal znan kot gospod Coppa Italia, kajti poleg štirih pokalnih lovorik v času igralske kariere, je pokal štirikrat osvojil tudi kot trener. Leta 2001 s Fiorentino, 2004 z Laziem, v letih 2005 in 2006 pa je pokal osvojil z Interjem, s katerim je leta 2005 osvojil tudi Italijanski superpokal. 